# Tephronia cyrnea
Tephronia cyrnea is een vlinder uit de familie spanners (Geometridae). De wetenschappelijke naam is voor het eerst geldig gepubliceerd in 1932 door Schawerda.
De soort komt voor in Europa.